# Championnat du monde A de rink hockey masculin 2013
Navigation
Championnat du monde masculin A 2011 Championnat du monde masculin A 2015
L'édition 2013 du championnat du monde A de rink hockey se déroule à Luanda et Namibe en Angola, du 20 au 28 septembre 2013. Le championnat du monde masculin A de rink hockey est la plus importante compétition mondiale de rink hockey ; elle est organisée par le Comité international de rink hockey (CIRH). Elle réunit tous les deux ans les 16 meilleures équipes mondiales. Elle a lieu en alternance avec le championnat du monde B de rink hockey masculin (seconde division mondiale). Il s'agit de la première édition tenue en Afrique.

## Désignation
Le CIRH (comité qui dirige le rink-hockey international) a désigné à l'unanimité Luanda comme hôte des championnats mondiaux de rink hockey 2013 lors de son assemblée générale qui se déroulait le 29 octobre 2010 à Dornbirn, en Autriche. Les autres candidats désirant accueillir la compétition étaient La Roche-sur-Yon en France qui accueillera la prochaine édition en 2015 et Porto au Portugal. C'est la première fois qu'un pays d'Afrique accueille une édition du championnat du monde A.

## Organisation
L'organisateur a investi plus de 130 millions de dollars pour construire notamment les trois pavillons et les hôtels destiné à accueillir la compétition. Le président de la République angolaise en personne, José Eduardo dos Santos a déclaré les jeux olympiques ouverts devant 9 000 spectateurs selon les médias angolais,,. C'est la première que l'Angola organise une compétition mondiale. Le gouvernement espère profiter de l’événement pour attirer les investisseurs et les touristes dans le pays,. 

## Infrastructures
La compétition se déroule dans deux gymnases différents construits dans deux villes différentes pour la compétition. La construction de ces infrastructures a été confiée à une société angolaise du nom de Omatapalo. Le premier gymnase est situé à Luanda, la capitale, et a une capacité de 12 000 spectateurs et le deuxième à Namibe de 3 000 spectateurs.

## Médias
L'état a garanti la promotion du championnat en déployant un attirail médiatique: diffusion en boucle de spots publicitaires à la radio et sur la télévision et décompte des jours restants avant la compétition sur les médias gouvernementaux. Tous les matchs seront diffusés en direct sur le site internet du CIRH

## Participants

### Nations Participantes
La compétition réunit seize sélections nationales de trois continents différents:
- Afrique (3)
  -  Afrique du Sud
  -  Angola
  -  Mozambique

- Amérique (6)
  -  Argentine
  -  Brésil
  -  Chili
  -  Colombie
  -  États-Unis
  -  Uruguay[11]

- Europe (7)
  -  Allemagne
  -  Autriche
  -  Espagne
  -  France
  -  Italie
  -  Portugal
  -  Suisse

## Phase de poule
Même durant la phase de poule, il n'y aura pas de matchs nuls. Les équipes à égalité à la fin du temps réglementaire se départageront par un but en or.

### Groupe A
| Rang | Équipe   | Pts | J | G | N | P | Bp | Bc | Diff |  | Résultats |  |     |     |      |
| ---- | -------- | --- | - | - | - | - | -- | -- | ---- |  | --------- |  | --- | --- | ---- |
| 1    | Espagne  | 9   | 3 | 3 | 0 | 0 | 25 | 5  | +20  |  | Espagne   |  | 5-3 | 9-1 | 11-1 |
| 2    | Brésil   | 6   | 3 | 2 | 0 | 1 | 16 | 7  | +9   |  | Brésil    |  |     | 4-2 | 9-0  |
| 3    | Suisse   | 3   | 3 | 1 | 0 | 2 | 5  | 13 | -8   |  | Suisse    |  |     |     | 2-0  |
| 4    | Autriche | 0   | 3 | 0 | 0 | 3 | 1  | 22 | -21  |  | Autriche  |  |     |     |      |

### Groupe B
| Rang | Équipe    | Pts | J | G | N | P | Bp | Bc | Diff |  | Résultats |  |     |     |      |
| ---- | --------- | --- | - | - | - | - | -- | -- | ---- |  | --------- |  | --- | --- | ---- |
| 1    | Argentine | 9   | 3 | 3 | 0 | 0 | 17 | 3  | +14  |  | Argentine |  | 3-1 | 5-2 | 9-0  |
| 2    | France    | 6   | 3 | 2 | 0 | 1 | 15 | 3  | +12  |  | France    |  |     | 1-0 | 13-0 |
| 3    | Allemagne | 3   | 3 | 1 | 0 | 2 | 12 | 7  | +5   |  | Allemagne |  |     |     | 10-1 |
| 4    | Uruguay   | 0   | 3 | 0 | 0 | 3 | 1  | 32 | -31  |  | Uruguay   |  |     |     |      |

### Groupe C
| Rang | Équipe         | Pts | J | G | N | P | Bp | Bc | Diff |  | Résultats      |  |     |     |      |
| ---- | -------------- | --- | - | - | - | - | -- | -- | ---- |  | -------------- |  | --- | --- | ---- |
| 1    | Portugal       | 9   | 3 | 3 | 0 | 0 | 31 | 6  | +25  |  | Portugal       |  | 5-3 | 5-1 | 21-2 |
| 2    | Chili          | 6   | 3 | 2 | 0 | 1 | 16 | 9  | +7   |  | Chili          |  |     | 3-1 | 10-3 |
| 3    | Angola         | 3   | 3 | 1 | 0 | 2 | 10 | 10 | 0    |  | Angola         |  |     |     | 8-2  |
| 4    | Afrique du Sud | 0   | 3 | 0 | 0 | 3 | 7  | 39 | -32  |  | Afrique du Sud |  |     |     |      |

### Groupe D
| Rang | Équipe     | Pts | J | G | N | P | Bp | Bc | Diff |  | Résultats  |  |     |      |     |
| ---- | ---------- | --- | - | - | - | - | -- | -- | ---- |  | ---------- |  | --- | ---- | --- |
| 1    | Italie     | 9   | 3 | 3 | 0 | 0 | 19 | 4  | +15  |  | Italie     |  | 4-1 | 10-0 | 5-3 |
| 2    | Mozambique | 6   | 3 | 2 | 0 | 1 | 10 | 7  | +3   |  | Mozambique |  |     | 4-2  | 5-1 |
| 3    | États-Unis | 3   | 3 | 1 | 0 | 2 | 9  | 20 | -11  |  | États-Unis |  |     |      | 7-6 |
| 4    | Colombie   | 0   | 3 | 0 | 0 | 3 | 10 | 18 | -8   |  | Colombie   |  |     |      |     |

## Phase finale

### Tableau final
Les matchs du tableau final se déroulent à Luanda.
|  | Quarts de finale   | Quarts de finale   |                   |                   | Demi-finales           | Demi-finales           |   |  | Finale             | Finale             |
|  | Quarts de finale   | Quarts de finale   |                   |                   | Demi-finales           | Demi-finales           |   |  | Finale             | Finale             |
|  |                    |                    |                   |                   |                        |                        |   |  |                    |                    |
|  | 26/09/2013 - 17h30 | 26/09/2013 - 17h30 |                   |                   | 27/09/2013 - 17h15     | 27/09/2013 - 17h15     |   |  | 28/09/2013 - 21h15 | 28/09/2013 - 21h15 |
|  | 26/09/2013 - 17h30 | 26/09/2013 - 17h30 |                   |                   | 27/09/2013 - 17h15     | 27/09/2013 - 17h15     |   |  | 28/09/2013 - 21h15 | 28/09/2013 - 21h15 |
|  | Espagne            | 5                  |                   |                   | 27/09/2013 - 17h15     | 27/09/2013 - 17h15     |   |  | 28/09/2013 - 21h15 | 28/09/2013 - 21h15 |
|  | Espagne            | 5                  |                   |                   | 27/09/2013 - 17h15     | 27/09/2013 - 17h15     |   |  | 28/09/2013 - 21h15 | 28/09/2013 - 21h15 |
|  | France             | 3                  |                   |                   | 27/09/2013 - 17h15     | 27/09/2013 - 17h15     |   |  | 28/09/2013 - 21h15 | 28/09/2013 - 21h15 |
|  | France             | 3                  | Espagne           | 7                 |                        |                        |   |  | 28/09/2013 - 21h15 | 28/09/2013 - 21h15 |
|  | 26/09/2013 - 19h30 |                    | Espagne           | 7                 |                        |                        |   |  | 28/09/2013 - 21h15 | 28/09/2013 - 21h15 |
|  |                    | Chili              | 0                 |                   |                        |                        |   |  | 28/09/2013 - 21h15 | 28/09/2013 - 21h15 |
|  | Italie             | Chili              | 0                 | 1                 |                        |                        |   |  | 28/09/2013 - 21h15 | 28/09/2013 - 21h15 |
|  | Italie             |                    |                   | 1                 |                        |                        |   |  | 28/09/2013 - 21h15 | 28/09/2013 - 21h15 |
|  | Chili              | 2                  |                   |                   |                        |                        |   |  | 28/09/2013 - 21h15 | 28/09/2013 - 21h15 |
|  | Chili              | 2                  | Espagne           | 4                 |                        |                        |   |  |                    |                    |
|  | 26/09/2013 - 15h30 |                    | Espagne           | 4                 |                        |                        |   |  |                    |                    |
|  |                    | Argentine          | 3                 |                   |                        |                        |   |  |                    |                    |
|  | Argentine          | Argentine          | 3                 | 9                 |                        |                        |   |  |                    |                    |
|  | Argentine          | 27/09/2013 - 21h15 |                   | 9                 |                        |                        |   |  |                    |                    |
|  | Brésil             | 5                  |                   |                   |                        |                        |   |  |                    |                    |
|  | Brésil             | 5                  | Argentine         | 1                 |                        |                        |   |  |                    |                    |
|  | 26/09/2013 - 21h30 | 26/09/2013 - 21h30 | Argentine         | 1                 | Match pour la 3e place | Match pour la 3e place |   |  |                    |                    |
|  | 26/09/2013 - 21h30 | 26/09/2013 - 21h30 |                   | Portugal          | Match pour la 3e place | Match pour la 3e place | 0 |  |                    |                    |
|  | Portugal           | 6                  | 28/09/2013 -19h15 | 28/09/2013 -19h15 |                        |                        | 0 |  |                    |                    |
|  | Portugal           | 6                  | 28/09/2013 -19h15 | 28/09/2013 -19h15 |                        |                        |   |  |                    |                    |
|  | Mozambique         | 0                  |                   | Chili             | 3                      |                        |   |  |                    |                    |
|  | Mozambique         | 0                  |                   | Chili             | 3                      |                        |   |  |                    |                    |
|  |                    |                    |                   |                   |                        |                        |   |  | Portugal           | 10                 |
|  |                    |                    |                   |                   |                        |                        |   |  | Portugal           | 10                 |

|  | Places 5 à 8       | Places 5 à 8       |                |   | Cinquième place    | Cinquième place    |
|  | Places 5 à 8       | Places 5 à 8       |                |   | Cinquième place    | Cinquième place    |
|  |                    |                    |                |   |                    |                    |
|  | 27/09/2013 - 19h15 | 27/09/2013 - 19h15 |                |   | 28/09/2013 - 17h15 | 28/09/2013 - 17h15 |
|  | 27/09/2013 - 19h15 | 27/09/2013 - 19h15 |                |   | 28/09/2013 - 17h15 | 28/09/2013 - 17h15 |
|  | France             | 5                  |                |   | 28/09/2013 - 17h15 | 28/09/2013 - 17h15 |
|  | France             | 5                  |                |   | 28/09/2013 - 17h15 | 28/09/2013 - 17h15 |
|  | Italie             | 6                  |                |   | 28/09/2013 - 17h15 | 28/09/2013 - 17h15 |
|  | Italie             | 6                  | Italie         | 2 |                    |                    |
|  | 27/09/2013 - 15h15 |                    | Italie         | 2 |                    |                    |
|  |                    | Brésil             | 1              |   |                    |                    |
|  | Brésil             | Brésil             | 1              | 7 |                    |                    |
|  | Brésil             |                    |                | 7 |                    |                    |
|  | Mozambique         | 5                  |                |   |                    |                    |
|  | Mozambique         | 5                  | Septième place |   |                    |                    |
|  |                    |                    |                |   |                    |                    |
|  | 28/09/2013 - 15h15 |                    |                |   |                    |                    |
|  |                    |                    |                |   |                    |                    |
|  | France             | 4                  |                |   |                    |                    |
|  | France             | 4                  |                |   |                    |                    |
|  | Mozambique         | 5                  |                |   |                    |                    |
|  | Mozambique         | 5                  |                |   |                    |                    |

### Tableau de classement
Les matchs de classement se déroule à Namibe.
|  | Places 9 à 16      | Places 9 à 16      |                    |                    | Places 9 à 12      | Places 9 à 12      |   |  | Neuvième place     | Neuvième place     |
|  | Places 9 à 16      | Places 9 à 16      |                    |                    | Places 9 à 12      | Places 9 à 12      |   |  | Neuvième place     | Neuvième place     |
|  |                    |                    |                    |                    |                    |                    |   |  |                    |                    |
|  | 26/09/2013 - 15h00 | 26/09/2013 - 15h00 |                    |                    | 27/09/2013 - 18h30 | 27/09/2013 - 18h30 |   |  | 28/09/2013 - 17h00 | 28/09/2013 - 17h00 |
|  | 26/09/2013 - 15h00 | 26/09/2013 - 15h00 |                    |                    | 27/09/2013 - 18h30 | 27/09/2013 - 18h30 |   |  | 28/09/2013 - 17h00 | 28/09/2013 - 17h00 |
|  | Suisse             | 16                 |                    |                    | 27/09/2013 - 18h30 | 27/09/2013 - 18h30 |   |  | 28/09/2013 - 17h00 | 28/09/2013 - 17h00 |
|  | Suisse             | 16                 |                    |                    | 27/09/2013 - 18h30 | 27/09/2013 - 18h30 |   |  | 28/09/2013 - 17h00 | 28/09/2013 - 17h00 |
|  | Uruguay            | 2                  |                    |                    | 27/09/2013 - 18h30 | 27/09/2013 - 18h30 |   |  | 28/09/2013 - 17h00 | 28/09/2013 - 17h00 |
|  | Uruguay            | 2                  | Suisse             | 4                  |                    |                    |   |  | 28/09/2013 - 17h00 | 28/09/2013 - 17h00 |
|  | 26/09/2013 - 18h30 |                    | Suisse             | 4                  |                    |                    |   |  | 28/09/2013 - 17h00 | 28/09/2013 - 17h00 |
|  |                    | Afrique du Sud     | 2                  |                    |                    |                    |   |  | 28/09/2013 - 17h00 | 28/09/2013 - 17h00 |
|  | États-Unis         | Afrique du Sud     | 2                  | 2                  |                    |                    |   |  | 28/09/2013 - 17h00 | 28/09/2013 - 17h00 |
|  | États-Unis         |                    |                    | 2                  |                    |                    |   |  | 28/09/2013 - 17h00 | 28/09/2013 - 17h00 |
|  | Afrique du Sud     | 6                  |                    |                    |                    |                    |   |  | 28/09/2013 - 17h00 | 28/09/2013 - 17h00 |
|  | Afrique du Sud     | 6                  | Suisse             | 1                  |                    |                    |   |  |                    |                    |
|  | 26/09/2013 - 16h45 |                    | Suisse             | 1                  |                    |                    |   |  |                    |                    |
|  |                    | Angola             | 6                  |                    |                    |                    |   |  |                    |                    |
|  | Allemagne          | Angola             | 6                  | 12                 |                    |                    |   |  |                    |                    |
|  | Allemagne          | 27/09/2013 - 20h15 |                    | 12                 |                    |                    |   |  |                    |                    |
|  | Autriche           | 3                  |                    |                    |                    |                    |   |  |                    |                    |
|  | Autriche           | 3                  | Allemagne          | 1                  |                    |                    |   |  |                    |                    |
|  | 26/09/2013 - 20h15 | 26/09/2013 - 20h15 | Allemagne          | 1                  | Onzième place      | Onzième place      |   |  |                    |                    |
|  | 26/09/2013 - 20h15 | 26/09/2013 - 20h15 |                    | Angola             | Onzième place      | Onzième place      | 4 |  |                    |                    |
|  | Angola             | 6                  | 28/09/2013 - 15h00 | 28/09/2013 - 15h00 |                    |                    | 4 |  |                    |                    |
|  | Angola             | 6                  | 28/09/2013 - 15h00 | 28/09/2013 - 15h00 |                    |                    |   |  |                    |                    |
|  | Colombie           | 3                  |                    | Afrique du Sud     | 3                  |                    |   |  |                    |                    |
|  | Colombie           | 3                  |                    | Afrique du Sud     | 3                  |                    |   |  |                    |                    |
|  |                    |                    |                    |                    |                    |                    |   |  | Allemagne          | 6                  |
|  |                    |                    |                    |                    |                    |                    |   |  | Allemagne          | 6                  |

|  | Places 13 à 16     | Places 13 à 16     |                 |   | Treizième place    | Treizième place    |
|  | Places 13 à 16     | Places 13 à 16     |                 |   | Treizième place    | Treizième place    |
|  |                    |                    |                 |   |                    |                    |
|  | 27/09/2013 - 15h00 | 27/09/2013 - 15h00 |                 |   | 28/09/2013 - 13h00 | 28/09/2013 - 13h00 |
|  | 27/09/2013 - 15h00 | 27/09/2013 - 15h00 |                 |   | 28/09/2013 - 13h00 | 28/09/2013 - 13h00 |
|  | Uruguay            | 3                  |                 |   | 28/09/2013 - 13h00 | 28/09/2013 - 13h00 |
|  | Uruguay            | 3                  |                 |   | 28/09/2013 - 13h00 | 28/09/2013 - 13h00 |
|  | États-Unis         | 6                  |                 |   | 28/09/2013 - 13h00 | 28/09/2013 - 13h00 |
|  | États-Unis         | 6                  | États-Unis      | 1 |                    |                    |
|  | 27/09/2013 - 16h45 |                    | États-Unis      | 1 |                    |                    |
|  |                    | Colombie           | 6               |   |                    |                    |
|  | Autriche           | Colombie           | 6               | 3 |                    |                    |
|  | Autriche           |                    |                 | 3 |                    |                    |
|  | Colombie           | 7                  |                 |   |                    |                    |
|  | Colombie           | 7                  | Quinzième place |   |                    |                    |
|  |                    |                    |                 |   |                    |                    |
|  | 28/09/2013 - 11h00 |                    |                 |   |                    |                    |
|  |                    |                    |                 |   |                    |                    |
|  | Uruguay            | 1                  |                 |   |                    |                    |
|  | Uruguay            | 1                  |                 |   |                    |                    |
|  | Autriche           | 5                  |                 |   |                    |                    |
|  | Autriche           | 5                  |                 |   |                    |                    |

## Classement final
| Place              | Équipe         |
| ------------------ | -------------- |
| Médaille d'or      | Espagne        |
| Médaille d'argent  | Argentine      |
| Médaille de bronze | Portugal       |
| 4                  | Chili          |
| 5                  | Italie         |
| 6                  | Brésil         |
| 7                  | Mozambique     |
| 8                  | France         |
| 9                  | Angola         |
| 10                 | Suisse         |
| 11                 | Allemagne      |
| 12                 | Afrique du Sud |
| 13                 | Colombie       |
| 14                 | États-Unis     |
| 15                 | Autriche       |
| 16                 | Uruguay        |

## Meilleurs buteurs
| # | Joueur                | Sélection | Buts |
| - | --------------------- | --------- | ---- |
| 1 | Claudio Filho "Cacau" | Brésil    | 15   |
| 2 | Jorge Silva           | Portugal  | 12   |
| 3 | Pascal Kissling       | Suisse    | 11   |
| - | Sérgio Pereira        | Allemagne | 11   |

## Prix individuels
Prix du meilleur joueur

 Pedro Gil
Prix du Meilleur buteur

 Cláudio Filho
Prix du meilleur gardien

 Carles Grau